# Fort Scaur Hill
Le fort Scaur Hill est un fort de l'époque coloniale situé à l'ouest de Hamilton, dans les Bermudes. 

## Historique
Le fort, situé au sommet d'une colline, permet d'admirer les chantiers navals royaux des Bermudes. L’imposant fort a été construit à la fin des années 1860, après que la victoire de l’Union lors de la guerre de Sécession fit craindre aux Britanniques des représailles sur le soutien des Bermudes au Sud. Il comprend un immense fossé sec adossé à de hauts remparts qui abritaient autrefois une paire de canons de 24 kg. Le parc qui entoure le fort comprend 22 hectares, avec de nombreux sentiers et aires de pique-nique. Le fort et la parc sont situés à 15 minutes au sud des chantiers navals, dans le West End.